# Syberia (gra komputerowa)
Syberia – komputerowa gra przygodowa typu wskaż i kliknij stworzona i wydana przez firmę Microïds w 2002 roku i zaprojektowana przez Benoît Sokala.
W 2004 premierę miał sequel gry – Syberia II, a 20 kwietnia 2017 – kolejna część, Syberia 3. Czwarta odsłona serii, Syberia: The World Before, zadebiutowała 18 marca 2022 roku.

## Rozgrywka
Gracz kieruje amerykańską prawniczką Kate Walker, która odwiedza kolejne lokacje, prowadzi rozmowy z napotkanymi postaciami, odnajduje potrzebne przedmioty i rozwiązuje zagadki logiczne. W czasie dialogów z postaciami gracz ma do wyboru różne tematy rozmów. Bohaterka posługuje się też telefonem komórkowym, aby wykonywać rozmowy lub odbierać połączenia.

## Fabuła

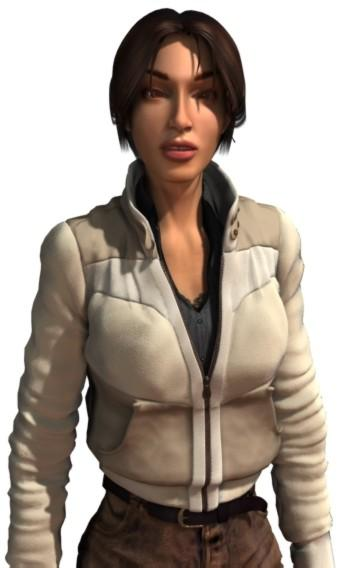
Kate Walker, protagonistka w grze

Kate Walker przybywa z Nowego Jorku do miejscowości Valadilène w Alpach, aby sfinalizować zakup fabryki mechanicznych zabawek przez amerykański koncern zabawkowy. Na miejscu dowiaduje się, że Anna – właścicielka fabryki, która miała podpisać akt sprzedaży – nie żyje, a jedyny spadkobierca – Hans Voralberg, uznany za zmarłego brat Anny, przebywa w Rosji, „gdzieś na Syberii”, gdzie poszukuje wyspy, na której ponoć wciąż mieszkają mamuty.
By odnaleźć Hansa, Kate wyrusza w podróż nakręcanym pociągiem, jednym z ostatnich wynalazków Voralberga. Towarzyszy jej automat Oskar, mechaniczny maszynista i konduktor pojazdu. Podczas rozgrywki musi usuwać wszelkie przeszkody prawne i fizyczne, które uniemożliwiają odjazd z kolejnych lokalizacji.
W czasie podróży Kate Walker zatrzymuje się w różnych miejscowościach. Oprócz Valadilène zwiedza jeszcze miasteczko uniwersyteckie Barrockstadt w Niemczech oraz dwie lokacje w Rosji: opuszczony kompleks przemysłowy Komkolzgrad i zapomniane uzdrowisko w Aralbadzie.

## Produkcja
Grę zaprojektował Benoît Sokal. Grafika składa się z trójwymiarowych postaci i dwuwymiarowych teł.

### Wybrana obsada głosowa
- Brygida Turowska jako Kate Walker / młody Hans Voralberg
- Zbigniew Konopka jako Borodin / Zawiadowca stacji w Barrockstadt / Rektor Uniwersytetu / Zarządca
- Mikołaj Muller jako Hans Voralberg / Główny Rektor Uniwersytetu / Recepcjonista hotelu w Valadilene / Drugi prefekt
- Beata Łuczak jako Helena Romański
- Sławomir Śmiałek jako James / Edward Marson

## Odbiór
Syberia zebrała pozytywne recenzje krytyków, którzy doceniali fabułę gry, jej oprawę graficzną i muzyczną oraz wyważony poziom trudności. Krytykowano jednak liniową rozgrywkę.